# Magomedgaji Nurov
Magomedgaji Omardibirovich Nurov (Machačkala, 19 aprile 1993) è un lottatore macedone, specializzato nella lotta libera.

## Biografia
Si è aggiudicato la medaglia d'oro ai Giochi del Mediterraneo di Tarragona 2018 nella lotta libera, categoria 97 kg, battendo l'italiano Simone Iannattoni nell'incontro decisivo per il gradino più alto del podio.
Ai mondiali di Nur-Sultan 2019 ha vinto il bronzo.
Ha rappresentato la Macedonia del Nord ai Giochi olimpici estivi di Tokyo 2020, dove è stato estromesso dal torneo dei 97 kg dal cubano Reineris Salas, dopo aver superato il tunisino Muhammad as-Sadawi agli ottavi.

## Palmarès
- Mondiali

Nur-Sultan 2019: bronzo nella lotta libera 97 kg.
- Giochi del Mediterraneo

Tarragona 2018: oro nella lotta libera 97 kg.